# دیوید ونهام
دیوید ونهام (به انگلیسی: David Wenham) (زاده ۲۱ سپتامبر ۱۹۶۵) بازیگر استرالیایی است.
از فیلم‌های معروف او می‌توان به فیلم‌های استرالیا، شیر، ون هلسینگ، ارباب حلقه‌ها، زندگی زناشویی، مولوکای، کوسی و دزدان دریایی کارائیب: مردگان قصه نمی‌گویند اشاره کرد.